# 봉순이 언니
《봉순이 언니》는 대한민국의 소설가인 공지영의 소설이다. 1998년 5월부터 7월까지 동아일보에 연재되었고, 이후 단행본으로 출판되었다.

## 내용
《봉순이 언니》는 일종의 성장소설로, 40대 여성인 화자가 어린 시절 함께 살았던 봉순이 언니에 대한 추억을 그렸다.
추억을 회상하는 장면에서 40대 여성 화자는 겨우 다섯살인 어린 여성 화자 '짱아'가 된다. 봉순이 언니는 갈 곳 없는 처지로 짱아네 집에서 수양딸처럼 받아주었지만, 막상 가족 관계에서는 알게 모르게 소외된다.
이후 봉순이 언니는 갖가지 사건을 겪으면서 한없이 인생의 나락으로 떨어지지만, 끝까지 삶의 희망을 버리지 않고 살아간다. 현재의 시간으로 돌아와서도 화자는 어머니로부터 봉순이 언니가 여전히 인생의 고초를 겪으며 살아가고 있다는 소식을 전해 듣는다.
이 과정에서 짱아와 가족들, 봉순이 언니의 삶과 생각, 1960년대의 시대상, 인간 군상이 드러난다.
n

## 텔레비전 방영
《봉순이 언니》는 2001년 MBC의 《느낌표》의 〈책! 책! 책을 읽읍시다〉 라는 코너에 방영되었다. 몇 주일간 방영되면서 이 작품은 대중들에게 널리 소개되었으며, 2001년과 2002년의 베스트셀러이기도 하다.

## 연극
《봉순이 언니》는 연극으로도 만들어졌다.

## 출판
- 초판 : 1998년 11월 1일 도서출판 푸른숲 ISBN 8971842229
- 2판 : 2004년 9월 10일 도서출판 푸른숲 ISBN 8971844140
- 양장본 : 2004년 9월 10일 도서출판 푸른숲 ISBN 8971844159